# Miss Univers 1970

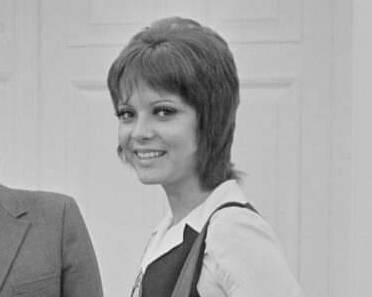
Marisol Malaret, Miss Porto Rico, qui a été élue Miss Univers 1970

Miss Univers 1970, 19e édition du concours de Miss Univers a lieu le 11 juillet 1970, au Miami Beach Auditorium, à Miami Beach, Floride, États-Unis. 
Marisol Malaret, Miss Porto Rico, remporte le prix.

## Résultats
| Classement final  | Candidates |
| ----------------- | --- |
| Miss Univers 1970 | - Porto Rico - Marisol Malaret |
| 1re dauphine      | - États-Unis - Deborah Shelton |
| 2e dauphine       | - Australie - Joan Lydia Zealand |
| 3e dauphine       | - Japon - Jun Shimada |
| 4e dauphine       | - Argentine - Beatriz Martha Gross |
| Top 15            | - Brésil - Eliane Fialho Thompson - Tchécoslovaquie - Kristina Hanzalová - Grèce - Angelique Bourlessa - Guam - Hilary Anne Best - Hong Kong - Mabel Hawkett - Italie - Anna Zamboni - Malaisie - Josephine Lena Wong Jaw Leng - Suède - Britt Johansson - Suisse - Diane Jane Roth - Venezuela - Bella La Rosa |

## Ordre d'annonce des demi-finalistes
- Groupe 1: Malaisie, Grèce, Hong Kong, Argentine, Suisse, Tchécoslovaquie, et Porto Rico
- Groupe 2: Australie, Italie, Brésil, Venezuela, Japon, Guam, Suède et États-Unis

## Ordre d'annonce des finalistes
- Porto Rico, États-Unis, Australie, Argentine & Japon

## Prix spéciaux
| Prix                      | Candidates                                |
| ------------------------- | ----------------------------------------- |
| Miss Congénialité         | - Guam - Hilary Anne Best                 |
| Miss Photogénique         | - Bermudes - Margaret Hill                |
| Expo Queen                | - Malaisie - Josephine Lena Wong Jaw Leng |
| Meilleur costume national | - Bolivie - Roxana Brown Trigo            |

## Candidates
| - Argentine - Beatriz Marta Gros - Aruba - Linda Annette Richmon - Australie - Joan Lydia Zealand - Autriche - Evi Ilfriede Kurz - Bahamas - Antoinette Patrice DeGregory - Belgique - Francine Martin - Bermudes - Margaret Hill - Bolivie - Roxana Brown Trigo - Brésil - Eliane Fialho Thompson - Canada - Norma Joyce Hickey - Ceylan - Yolanda Shahzadi Ahlip - Chili - Soledad Errazuriz Garcia Moreno - Colombie - Maria Luisa Riascos Velasquez - Congo-Kinshasa -Marie-Josee Basoko - Costa Rica - Lillian Berrocal - Curaçao - Nilva Maduro - Tchécoslovaquie - Kristina Hanzalová - Danemark - Winnie Hollmann - République dominicaine - Sobeida Fernandez Reyes - Équateur - Zoila Montesinos Rivera - Angleterre - Yvonne Anne Ormes - Finlande - Ursula Rainio - France - Francoise Durand-Behot - Allemagne - Irene Neumann - Grèce - Angelique Bourlessa - Guam - Hilary Ann Best - Holland - Maureen Joan Renzen - Honduras - Francis Irene Van Tuyl - Hong Kong - Mabel Hawkett - Islande - Erna Johannesdottir - Inde - Veena Sajnani - Irlande - Rita Doherty | - Israël - Moshit Tsiporin - Italie - Anna Zamboni - Jamaïque - Sheila Lorna Neil - Japon - Jun Shimada - Korea - Yoo Young-ae - Liban - Georgette Gero - Luxembourg - Josee Reinert - Malaisie - Josephine Lena Wong - Malte - Tessie Pisani - Mexique - Libia Zulerna Lopez Montemayor - Nouvelle-Zélande - Glenys Elizabeth Treweek - Nicaragua - Graciela Salazar Lanzas - Norvège - Vibeke Steineger - Panama - Berta Lopez Herrera - Paraguay - Teresa Mercedez Britez Sullow - Pérou - Cristina Malaga Butron - Philippines - Simonette Berenguer De Los Reyes - Portugal - Ana Maria Diozo Lucas - Porto Rico - Marisol Malaret Contreras - Écosse - Lee Hamilton Marshall - Singapour - Cecilia Undasan - Espagne - Noelia Afonso Cabrera - Suriname - Ingrid Mamadeus - Suède - Britt Johansson - Suisse - Diane Jane Roth - Tunisie - Zohra Tabania - Turquie - Asuman Tugberk - Uruguay - Renee Buncristiand - États-Unis - Debbie Dale Shelton - Venezuela - Bella Mercedes La Rosa De La Rosa - Pays de Galles - Sandra Cater - Yougoslavie - Snezana Dzambas |

## Juges
| - Julio Alemán - Pearl Bailey - Edilson Cid Varela - Eileen Ford - Sukichiro Hirae - Yousuf Karsh | - Dong Kingman - David Merrick - Line Renaud - Corinna Tsopei - Earl Wilson |

## Note sur le classement des pays
- 1re victoire pour Porto Rico grâce au sacre de Marisol Malaret.
- Les États-Unis sont classés pour la 13e année consécutive.
- La Suède est classée pour la 7e année consécutive.
- Le Brésil est classé pour la 4e année consécutive.
- L'Australie, le Japon et la Suisse sont classés pour la 2e année consécutive.
- Le retour de la Grèce et du Venezuela depuis leur dernier classement à l'élection de Miss Univers 1968.
- Le retour de Hong Kong et de l'Italie depuis leur dernier classement à l'élection de Miss Univers 1967.
- Le retour de l'Argentine depuis son dernier classement à l'élection de Miss Univers 1964.
- 1er classement pour Guam, la Malaisie, Porto Rico et la Tchécoslovaquie.
- 1970 est la seule année où Miss Malaisie est classée lors de Miss Univers.